# Bipalium
Bipalium és un gènere de planària terrestre predadora que pot arribar a ser de grans dimensions. Sovint se'ls anomena "cucs cap de martell" o "planàries de cap ample" (Hamerhead worms i Broadhead planarians en anglès) degut a la forma característica que presenta la regió anterior del cos o cap. Diverses espècies de Bipalium es consideren invasores als Estats Units i a Europa.
Les espècies de Bipalium són carnívores; entre altres preses depreden cucs de terra que detecten seguint les traces que deixen.
El gènere Bipalium va ser descrit l'any 1857 per Stimpson sense assignar-li una espècie tipus. Van haver de passar 135 anys per a acabar establint-ne una, Bipalium fuscatum.

## Descripció
Les planàries terrestres són úniques pel fet de tenir una "sola d'arrossegament" a la part ventral del cos.
Els òrgans de l'aparell copulador són simples i no presenten conductes accessoris, o bursa copulatrix. Les obertures dels conductes masculins i femenins estan separats per un plegament de teixit abans que entrin a l'atri genital comú.

## Hàbits d'alimentació
Les espècies de Bipalium són depredadores. Algunes espècies depreden sobre cucs de terra, mentre altres s'alimenten de mol·luscs. S'ha demostrat que les planàries poden seguir les seves preses. Quan són capturats, els cucs de terra comencen a reaccionar a l'atac, però la planària utilitza els músculs del seu cos, així com les secrecions enganxoses per a agafar-se fort al cuc de terra i evitar que escapi. Nombrosos estudis han indicat que les planàries cobreixen, el prostomi, peristoma i l'extrem anterior per a acabar amb la reacció violenta del cuc de terra. Per a alimentar-se de la presa, la planària estén la faringe fora de la boca a la porció del mig i ventral del seu cos i secreta enzims que comencen la digestió del cuc de terra a l'exterior de la planària. Els teixits liquats del cuc de terra són succionats cap a l'intestí de la planària per acció dels cilis.

## Reproducció
La reproducció dels Bipalium pot ser asexual o sexual i totes les espècies són hermafrodites. B. adventitium es reprodueix sexualment i produeix ous encapsulats, que triguen unes tres setmanes a trencar-se i alliberar els joves després de la deposició. Els ous tenen un exterior dur i generalment contenen diversos joves. Rarament s'ha observat a B. kewense fent servir ous com a principal mètode de reproducció. La fragmentació asexual és la principal estratègia reproductiva de B. kewense en regions temperades. Els joves d'aquesta espècie, a diferència dels de B. adventitium, no presenten la mateixa coloració que els pares en els primers dies.

## Taxonomia
Algunes de les espècies de Bipalium conegudes són:
- Bipalium adensameri
- Bipalium admarginatum
- Bipalium adventitium
- Bipalium alternans
- Bipalium bergendali
- Bipalium cantori
- Bipalium choristosperma
- Bipalium crassatrium
- Bipalium distinguendum
- Bipalium dubium
- Bipalium ephippium
- Bipalium everetti
- Bipalium fuscatum
- Bipalium fuscolineatum
- Bipalium gebai
- Bipalium gestroi
- Bipalium glandiantrum
- Bipalium glaucum
- Bipalium gracile
- Bipalium graffi
- Bipalium haberlandti
- Bipalium hilgendorfi
- Bipalium interrutptum
- Bipalium javanum
- Bipalium kaburakii
- Bipalium katoi
- Bipalium kewense
- Bipalium kisoense
- Bipalium krapelini
- Bipalium marginatum
- Bipalium mjobergi
- Bipalium monolineatum
- Bipalium moseleyi
- Bipalium muninense
- Bipalium myadenosum
- Bipalium nigrum
- Bipalium nobile
- Bipalium ochroleucum
- Bipalium penangensis
- Bipalium penrissenicum
- Bipalium penzigi
- Bipalium persephone
- Bipalium poiense
- Bipalium rigaudi
- Bipalium robiginosum
- Bipalium semperi
- Bipalium simrothi
- Bipalium strubelli
- Bipalium sudzukii
- Bipalium tetsuyai
- Bipalium transversefasciatum
- Bipalium vagum
- Bipalium vinosum

## Espècies invasores
Se sap ben poca cosa sobre l'ecologia de les planàries terrestres, tanmateix, s'ha fet recerca sobre diferents gèneres i espècies, incloent nombroses espècies natives i invasores a Brasil, Arthurdendyus triangulatus, Rhynchodemus i Bipalium. Actualment, hi ha quatres espècies invasores conegudes als Estats Units: B. adventitium, B. kewense, B. pennsylvanicum i B. vagum. Es creu que aquestes planàries van arribar als EUA en plantes hortícoles.
Bipalium kewense és una espècie comuna en hivernacles d'Amèrica des de l'any 1901. Les planàries són depredadors voraços de cucs de terra, i Bipalium kewense i Dolichoplana striata han sigut identificades com a molèsties al sud dels Estats Units en llits de criança de cucs de terra. El control d'aquestes espècies és difícil degut a la manca de depredadors. Com va assenyalar el departament IFAS de la Universitat de Florida,
Altres animals rarament mengen planàries terrestres, ja que les secrecions de la superfície semblen desagradables, o tòxiques. S'han detectat protozous, incloent flagel·lats, ciliats, esporozous, i nematodes a planàries terrestres. Degut als hàbits caníbals, les planàries terrestres són probablement el seu propi pitjor enemic.